# Wilmot, Tasmanien
Wilmot är en ort i Australien. Den ligger i regionen Kentish och delstaten Tasmanien, i den sydöstra delen av landet, omkring 190 kilometer nordväst om delstatshuvudstaden Hobart. Antalet invånare är 572.
Runt Wilmot är det mycket glesbefolkat, med 4 invånare per kvadratkilometer.. Närmaste större samhälle är Sheffield, omkring 14 kilometer öster om Wilmot.
I omgivningarna runt Wilmot växer i huvudsak städsegrön lövskog. Genomsnittlig årsnederbörd är 1 607 millimeter. Den regnigaste månaden är augusti, med i genomsnitt 221 mm nederbörd, och den torraste är januari, med 57 mm nederbörd.